# Vaughan Jones
Vaughan Frederick Randal Johnes (Gisborne, Nueva Zelanda, 31 de diciembre de 1952 - Nashville, Estados Unidos, 6 de septiembre de 2020) fue un matemático y profesor universitario neozelandés, conocido por sus trabajos sobre el álgebra de Von Neumann y la teoría de los nudos.

## Vida
Ganó la Medalla Fields en 1990. Era profesor en la Universidad de California, Berkeley y en la Universidad de Auckland.
Falleció el 6 de septiembre de 2020 a causa de las complicaciones derivadas de una infección de oído.